# Ян Ботто

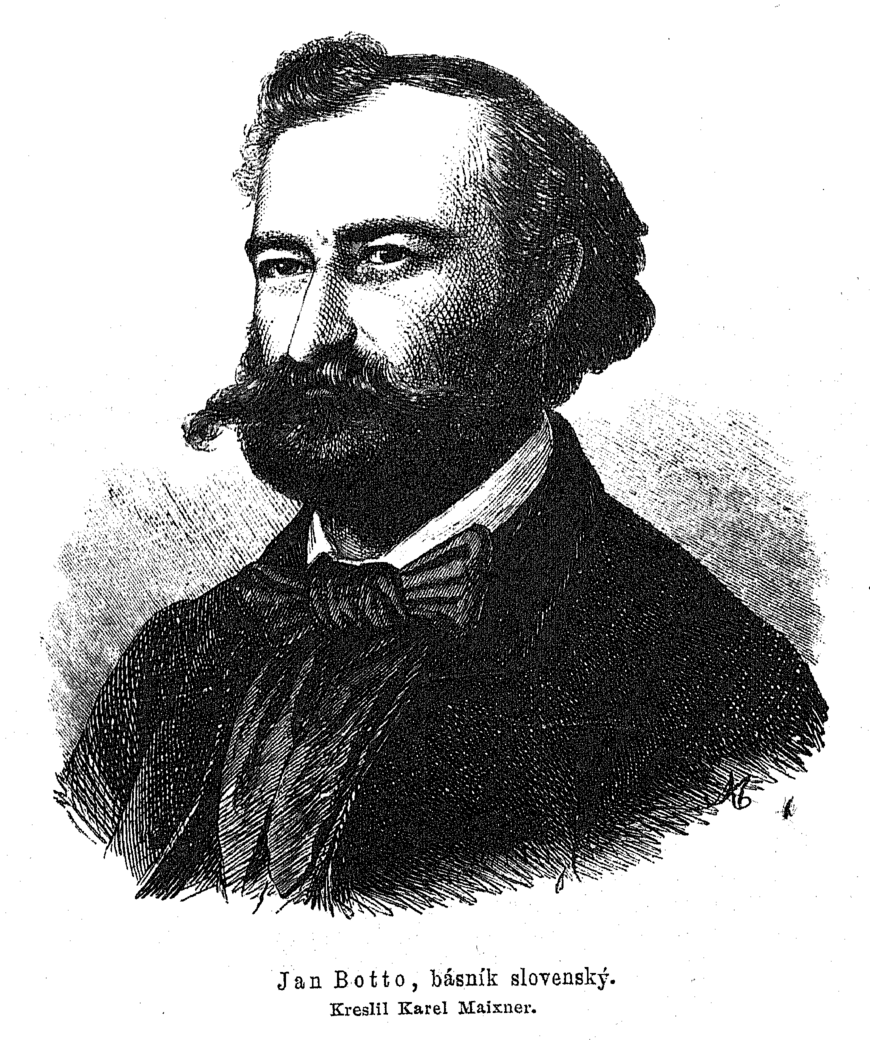
Ján Botto (Karel Maixner 1880)

Ян Бо́тто (словац. Ján Botto; *27 січня 1829 — †28 квітня 1881) — словацький поет-романтик, перекладач, збирач фольклору.
Один із поетичного гурту просвітителя Людовіта Штура. Разом із Само Халупкою, Андреєм Сладковічем та Янко Кралем належить до найвидатніших поетів епохи словацького романтизму.

## Біографія
За освітою інженер. На творах Яна Ботто позначився вплив народних пісень та балад: «Оповіді на Дунаї» (1846), «Вояцькі пісні» (1848–1850) та ін. Найзначнішою є лірично-епічна поема «Смерть Яношика» (1862), присвячена трагічній загибелі словацького народного героя.

## Ботто і Україна
Найповнішу збірку українських перекладів Яна Ботта підготував Іван Мацинський, словацький україніст. Вона має назву "Ян Ботто. Досвітні ватри (Вибране)" і стала бібліографічною рідкістю (у Словаччині видано всього 630 примірників).
Також окремі твори Я. Ботто перекладали Л. Первомайський (чотири вірші з циклу "Вояцькі пісні"), Д. Паламарчук (два ліричні вірші), Ів. Вирган (вірш "Відгомін української думи"), Г. Кочур (чотири уривки з поеми "Смерть Яношика") для антології словацької поезії.

## Українські переклади
- Ботто Ян. Відгомін сербської пісні /Переклав зі словацької Р. Лубківський //Літ. Укр. – 1983. – 15 вер.
- Ботто Ян. Жайворонок / Переклав зі словацької Р. Лубківський // У кн.: Juraj Kundrát. Teória a prax prekladu. – Prešov: FF UPJŠ, 1983. – s. 107-108.
- Ботто Ян. На Демитра / Переклав зі слов. М. Рябчук // У кн.: Juraj Kundrát. Teória a prax prekladu. – Prešov: FF UPJŠ, 1983. – s. 105.
- Досвітні ватри: [вибране] / Ян Ботто; [пер. зі словац., вст. ст., упор., прим. І. Мацинський; відп. ред. М. Немет]. – Словацьке педагогічне видавництво в Братіславі, відділ української літератури в Пряшеві, 1981. – 560 с.
- До молодості; Вояцькі пісні: Вірші / Ян Ботто ; Пер.: Дмитро Паламарчук, Леонід Первомайський // Всесвіт. - 1962. - Ч.2.